# Chambon e Tiravacha
Chambon-sur-Dolore és un municipi francès situat al departament del Puèi Domat i a la regió d'Alvèrnia-Roine-Alps. L'any 2007 tenia 175 habitants.

## Demografia

### Població
El 2007 la població de fet de Chambon-sur-Dolore era de 175 persones. Hi havia 76 famílies de les quals 24 eren unipersonals (8 homes vivint sols i 16 dones vivint soles), 36 parelles sense fills i 16 parelles amb fills.
La població ha evolucionat segons el següent gràfic:
Habitants censats

### Habitatges
El 2007 hi havia 179 habitatges, 82 eren l'habitatge principal de la família, 82 eren segones residències i 15 estaven desocupats. 168 eren cases i 7 eren apartaments. Dels 82 habitatges principals, 53 estaven ocupats pels seus propietaris, 10 estaven llogats i ocupats pels llogaters i 19 estaven cedits a títol gratuït; 3 tenien dues cambres, 4 en tenien tres, 30 en tenien quatre i 45 en tenien cinc o més. 76 habitatges disposaven pel capbaix d'una plaça de pàrquing. A 38 habitatges hi havia un automòbil i a 27 n'hi havia dos o més.

### Piràmide de població
La piràmide de població per edats i sexe el 2009 era:
| Homes | Edats   | Dones |
| ----- | ------- | ----- |
| 0     | 95 o +  | 0     |
| 0     | 90 a 94 | 0     |
| 0     | 85 a 89 | 4     |
| 4     | 80 a 84 | 0     |
| 4     | 75 a 79 | 16    |
| 20    | 70 a 74 | 0     |
| 4     | 65 a 69 | 8     |
| 4     | 60 a 64 | 20    |
| 4     | 55 a 59 | 0     |
| 12    | 50 a 54 | 8     |
| 4     | 45 a 49 | 4     |
| 0     | 40 a 44 | 4     |
| 4     | 35 a 39 | 4     |
| 4     | 30 a 34 | 0     |
| 8     | 25 a 29 | 4     |
| 4     | 20 a 24 | 12    |
| 4     | 15 a 19 | 4     |
| 4     | 10 a 14 | 0     |
| 4     | 5 a 9   | 4     |
| 0     | 0 a 4   | 4     |

## Economia
El 2007 la població en edat de treballar era de 77 persones, 45 eren actives i 32 eren inactives. De les 45 persones actives 41 estaven ocupades (26 homes i 15 dones) i 4 estaven aturades (1 home i 3 dones). De les 32 persones inactives 12 estaven jubilades, 4 estaven estudiant i 16 estaven classificades com a «altres inactius».

### Ingressos
El 2009 a Chambon-sur-Dolore hi havia 81 unitats fiscals que integraven 163 persones, la mediana anual d'ingressos fiscals per persona era de 13.627 €.

### Activitats econòmiques
Dels 3 establiments que hi havia el 2007, 2 eren d'empreses d'hostatgeria i restauració i 1 d'una empresa classificada com a «altres activitats de serveis».
L'any 2000 a Chambon-sur-Dolore hi havia 12 explotacions agrícoles que ocupaven un total de 235 hectàrees.

## Equipaments sanitaris i escolars
El 2009 hi havia una escola elemental integrada dins d'un grup escolar amb les comunes properes formant una escola dispersa.

## Poblacions més properes
El següent diagrama mostra les poblacions més properes.